# Lentigny
Lentigny là một xã trong tỉnh Loire miền trung nước Pháp.